# Nikolai Jakowlewitsch Petrakow

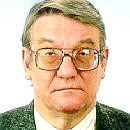
Nikolai Petrakow

Nikolai Jakowlewitsch Petrakow (russisch Николай Яковлевич Петраков; geboren am 1. März 1937 in Moskau; gestorben am 9. Januar 2014 ebenda) war ein sowjetischer bzw. russischer Wirtschaftswissenschaftler und Politiker. Er war Berater Michail Gorbatschows sowie Mitglied im Volksdeputiertenkongress der Sowjetunion und in der Duma.

## Leben
Petrakow schloss die wirtschaftswissenschaftliche Fakultät der MGU 1959 ab, wo der spätere Moskauer Bürgermeister Gawriil Popow zu seinen Kommilitonen gehörte. Er trat im darauffolgenden Jahr der KPdSU bei und wurde 1972 promoviert. Petrakow arbeitete u. a. beim ökonomischen Forschungsinstitut des staatlichen Planungskomitees Gosplan und beim ökonomisch-mathematischen Zentralinstitut der Akademie der Wissenschaften der UdSSR. Ab 1984 war er korrespondierendes Mitglied und ab 1990 Vollmitglied der Akademie.
Für die Akademie der Wissenschaften war er ab 1989 Mitglied des Volksdeputiertenkongresses der Sowjetunion. Er beriet im Jahr 1990 Michail Gorbatschow in wirtschaftlichen Fragen. Petrakow vertrat in dieser Funktion die Notwendigkeit einer marktwirtschaftlichen Transformation des sowjetischen Wirtschaftssystems und trat Ende 1990 aufgrund sich verstärkender Differenzen im Verhältnis zu Gorbatschow von seinem Beraterposten zurück. Petrakow leitete von 1991 bis zu seinem Tod das Institut für Probleme der Marktwirtschaft. Nach Auflösung der Sowjetunion war Petrakow in den Jahren von 1994 bis 1996 Mitglied der Duma und nahm einen Lehrauftrag an der Lomonossow-Universität wahr.
Petrakow starb 2014 und wurde auf dem Moskauer Friedhof Trojekurowo beerdigt.

## Auszeichnungen
Petrakow erhielt verschiedene Auszeichnungen, wie das Ehrenzeichen der Sowjetunion oder den russischen Orden der Ehre.